# Battista Pininfarina
Battista Pininfarina, do 1962 Giovanni Battista „Pinin” Farina (ur. 2 listopada 1893 w Turynie, zm. 3 kwietnia 1966 w Lozannie) – włoski projektant samochodów, założyciel biura projektowego Carrozeria Pininfarina.

## Życiorys
Wychował się jako najmłodszy z 11 rodzeństwa, stąd jego przydomek „Pinin” – najmłodszy, najmniejszy. Wcześnie rozpoczął pracę zakładzie swojego brata, produkującym na zamówienie nadzwozia samochodowe. Tam zetknął się ze znanymi postaciami włoskiej motoryzacji – Vincenzo Lancią i Giovannim Agnellim. W wieku 17 lat dla tego ostatniego wykonywał szkice samochodu Fiat Zero.
W latach 20. przebywał w Stanach Zjednoczonych, a po powrocie w 1930 założył własną firmę Carrozeria Pininfarina, specjalizująca się w projektowaniu samochodów i produkcji wersji specjalnych, zwłaszcza o charakterze sportowym. Rosnąca sława pozwoliła mu na współpracę z największymi firmami motoryzacyjnymi. Pininfarina uważany jest m.in. za twórcę sportowego wizerunku samochodów Ferrari. Oparty na jego projekcie samochód Cistalia 202 wraz z siedmioma innymi pojazdami zaprezentowany był w 1951  Museum of Modern Art w Nowym Jorku na pierwszej, powojennej wystawie poświęconej motoryzacji.
W 1962 Battista Farina dokonał oficjalnej zmiany nazwiska na Battista Pininfarina, włączając w nie swój przydomek. W tym samym roku przekazał prowadzenie firmy synowi Sergio Pininfarinie.
W 1963 otrzymał doktorat honoris causa na Uniwersytecie w Turynie jako „niekwestionowany lider w projektowaniu nadwozi i twórca włoskiego stylu w designie samochodów”
Tuż przed śmiercią odznaczony został przez Charles'a de Gaulle'a Legią Honorową.